# Rolf Thorsen
Rolf Thorsen (Zurigo, 22 febbraio 1961) è un ex canottiere norvegese, vincitore della medaglia d'argento olimpiche nel quattro di coppia a Seul 1988, insieme a Alf Hansen, Lars Bjønness e Vetle Vinje, e Barcellona 1992 con Kjetil Undset, Per Sætersdal e lo stesso Bjønness.
Nel 1984 aveva gareggiato, insieme ad Alf Hansen, nel due di coppia  ai Giochi di Los Angeles chiudendo al quarto posto della finale B, quindi in decima posizione.
In carriera vanta anche tre ori e due argenti e un bronzo iridati arrivati tutti nel due con grazie ai successi di Lucerna 1982, Bled 1989 e Indianapolis 1994, ai secondi posti di Duisburg 1983 ed alla terza piazza di Monaco di Baviera 1981.
Nel 1996 ha ricevuto la medaglia Thomas Keller.
È fratello di Espen Thorsen, a sua volta canottiere olimpico.

## Palmarès
- Giochi olimpici

Seul 1988: argento nel quattro di coppia.
Barcellona 1992: argento nel quattro di coppia.
- Campionati del mondo di canottaggio

Monaco di Baviera 1981: bronzo nel due di coppia.
Lucerna 1982: oro nel due di coppia.
Duisburg 1983: argento nel due di coppia.
Bled 1989: oro nel due di coppia.
Račice 1993: argento nel due di coppia.
Indianapolis 1994: oro nel due di coppia.